# Mycetophila pyrenaica
Mycetophila pyrenaica är en tvåvingeart som beskrevs av Loïc Matile 1967. Mycetophila pyrenaica ingår i släktet Mycetophila och familjen svampmyggor. Arten är reproducerande i Sverige. Inga underarter finns listade i Catalogue of Life.